# Princ Harry, vévoda ze Sussexu
Princ Harry, vévoda ze Sussexu, (Henry Charles Albert David, * 15. září 1984 Londýn), je člen britské královské rodiny. Je mladším synem krále Karla III. a Diany, princezny z Walesu. Je pátý v linii následnictví britského trůnu.
Harry byl vzděláván na Wetherby School, Ludgrove School a Eton College. Část svého gap yearu strávil v Austrálii a Lesothu, poté prošel důstojnickým výcvikem na Královské vojenské akademii v Sandhurstu. V letech 2007–2008 sloužil více než deset týdnů v provincii Hilmand v Afghánistánu. V letech 2012–2013 se do Afghánistánu vrátil na 20týdenní nasazení u Armádního vzdušného sboru. V červnu 2015 odešel z armády.
Harry v roce 2014 založil Invictus Games a zůstává patronem jejich nadace. Je patronem několika dalším organizacím, včetně HALO Trust a Walking With The Wounded. S cílem povzbudit lidi, aby mluvili o svém duševním zdraví, zahájil Harry spolu se svým bratrem Williamem a švagrovou Catherine v dubnu 2016 kampaň na zvýšení povědomí o duševním zdraví „Heads Together“.
V roce 2018 byl Harry před svatbou s americkou herečkou Meghan Markleovou jmenován vévodou ze Sussexu. Mají dvě děti, prince Archieho a princeznu Lilibet. V lednu 2020 pár odstoupil ze své role jako seniorních členů královské rodiny a přestěhoval se do vévodkyně rodné jižní Kalifornie. V říjnu 2020 spustili Archewell Inc., americkou veřejnou organizaci, která se zaměřuje na neziskové aktivity a kreativní mediální podniky. Společně se svou ženou se Harry v březnu 2021 zúčastnil velmi propagovaného rozhovoru s Oprah Winfreyovou, se kterou produkoval dokumentární seriál o duševním zdraví The Me You Can't See. Se svou manželkou natočil dokumentární seriál Harry & Meghan, který vyšel v prosinci 2022. Harryho memoár Náhradník vydal Penguin Random House v roce 2023.

## Mládí a vojenská služba
Narodil se 15. září 1984 v nemocnici sv. Marie v Londýně, byl pokřtěn 21. prosince v kapli sv. Jiří na hradě Windsor. Jeho kmotry byli princ Andrew, vévoda z Yorku, lady Sarah Chatto, lady Vestey, lady Bartholomew, Bryan Organ a Gerald Ward.
Navštěvoval stejné školy jako jeho starší bratr William, a to Wetherby School, Ludgrove School a Eton College (tu poslední od roku 1998). Na školách našel lásku ke sportu, především ke koňskému pólu a ragby. Zajímal se také o slaňování. Po škole si vzal rok přestávku, navštívil Afriku a Austrálii. V Austrálii pracoval s dobytkem, v Africe v sirotčinci. V roce 2005 začal navštěvovat královskou vojenskou akademii v Sandhurstu pod jménem Henry Wales.
Dlouhou dobu chtěl být jako voják nasazen ve skutečném válečném konfliktu, jeho účast v Iráku byla ale zamítnuta. Nakonec se roku 2007 dostal do Afghánistánu. Odtud však musel být odvolán zpět do vlasti po 77 dnech, protože se o jeho službě v Afghánistánu dozvěděl tisk a bylo to zveřejněno. Rozhodnutí o jeho odvolání padlo proto, že mohl být dobrým terčem pro nepřítele. Přesto byl ještě podruhé nasazen v Afghánistánu, a sice od září 2012 do ledna 2013.
Ve své autobiografii Spare (Náhradník) princ Harry napsal, že při své druhé misi v Afghánistánu zabil 25 lidí. Zabíjené bojovníky hnutí Tálibán nevnímal jako lidské bytosti, ale považoval je za „šachové figurky, které je potřeba z šachovnice odstranit“ a za „záporáky, kteří musejí být eliminováni, než budou moct zabít klaďase“.

## Tituly, oslovení a jména

### Tituly a oslovení
- od 15. září 1984 do 19. května 2018 – Jeho královská Výsost princ Henry z Walesu (His Royal Highness Prince Henry of Wales)
- od 4. června 2015 – Rytíř komandér Řádu královny Viktorie, princ Henry z Walesu (KCVO)[8]
- od 19. května 2018 – Jeho královská Výsost vévoda ze Sussexu (His Royal Highness The Duke of Sussex)
  - Ve Skotsku: Hrabě z Dumbartonu (The Earl of Dumbarton)
  - V Severním Irsku: Baron Kilkeel (Baron Kilkeel)

Buckinghamský palác 18. ledna 2020 oznámil, že po rozhodnutí manželského páru dále neplnit povinnosti v rámci královské rodiny, princ Harry s manželkou souhlasili od 31. března 2020 nepoužívat oslovení „královská Výsost“, ale jako britský princ nebyl oslovení a titulu zbaven.

### Příjmení
Princ Harry příjmení obvykle nepoužívá. Příjmením královské rodiny je Mountbatten-Windsor, to je však primárně určeno potomkům královny Alžběty a prince Philipa bez přímého nároku na trůn, kterým nepřísluší oslovení „Jeho/Její Výsost“ a titul prince či princezny, proto jej nepoužívá ani v oficiálních dokumentech vydaných britskou vládou. Například v rodném listu jeho syna Archieho, narozeného roku 2019 v Londýně, byl uveden jako „Jeho královská výsost Henry Charles Albert David, vévoda ze Sussexu“ (anglicky His Royal Highness Henry Charles Albert David Duke of Sussex). Stejné jméno používá i v úředním styku v USA. Například v rodném listu jeho dcery Lilibet, narozené roku 2021 v Kalifornii, bylo v kolonce jméno otce uvedeno „Jeho královská výsost“ (anglicky His Royal Highness) a v kolonce příjmení otce „vévoda ze Sussexu“ (anglicky Duke of Sussex). V průběhu studia a vojenské kariéry používal příjmení Wales, odvozené od titulu princ z Walesu, který v té době užíval jeho otec. Například v roce 2013 kdy sloužil na pozici velitele bojového letadla, byl označován jako „kapitán Harry Wales“ (anglicky captain Harry Wales). Při uzavření sňatku s Meghan Markleovu v roce 2018 byl v oddacím listu uveden jako „JKV princ Henry z Walesu“ (anglicky HRH Prince Henry of Wales).

## Kontroverze

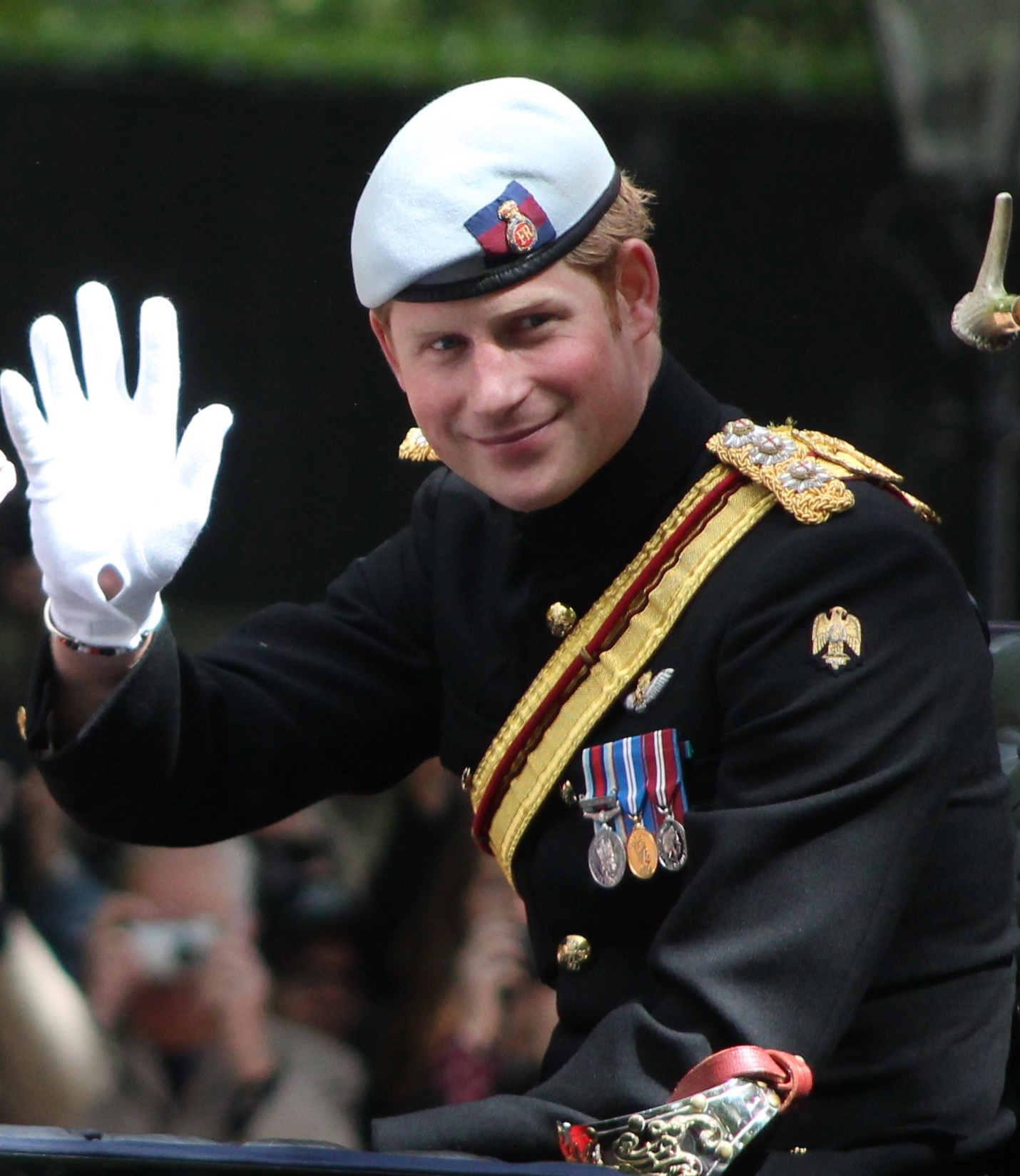
Princ Henry z Walesu (2013)

Princ Harry v minulosti často upoutával pozornost skandálními výstupy. Například prý kouřil marihuanu, dostal se do potyčky s fotografy, podváděl ve škole při testech, na maturitní večírek přišel oblečen v nacistické uniformě, s hákovým křížem na levém rukávě, a byl zde zachycen na videu, jak šňupe vodku. Jeho otec Karel III. mu poté nařídil povinnou návštěvu koncentračního tábora v Osvětimi.
V roce 2006, ještě v armádě během vojenského cvičení na Kypru, řekl svému spolubojovníkovi: „Á náš malý pakošský kamarád Ahmed“ (což je slangový výraz pro Pákistánce používaný nejen v armádě, který ale není obecně pozitivně vnímán). Roku 2012 se opil na večírku v Las Vegas a bez oděvu objímal cizí ženu.
V roce 2013 po návratu z války v Afghánistánu, kde působil jako druhý pilot a palubní střelec vrtulníků Apache, přirovnal zabíjení bojovníků povstaleckého hnutí Tálibán k hraní počítačové hry. Harry prohlásil: „Je to pro mne radost, protože patřím k těm lidem, kteří rádi hrají hry na PlayStationu a Xboxu. Řekl bych, že jsem se svými palci docela užitečný.“ Mluvčí hnutí Tálibán na to reagoval slovy: „Zřejmě není duševně v pořádku. Devětačtyřiceti silně vyzbrojeným zemím se nedaří porazit svaté bojovníky a princ tady přirovnává tuto válku k nějaké hře.“ Na dotaz novinářů Harry odpověděl, že v Afghánistánu zabil „hodně lidí.“

### Spekulace o otcovství
Objevily se spekulace, že biologickým otcem Harryho je major James Hewitt, instruktor jízdy a milenec lady Diany. Major a Diana se poznali v roce 1981; třebaže Diana tvrdila, že jejich románek započal až v roce 1987, jsou tvrzení, že začal již nedlouho po seznámení. Hewit se dal slyšet, že rezavé vlasy Harryho jsou stejné jako jeho; oficiálně otcovství popřel.

### Žaloba na Daily Mirror
V roce 2023 zažaloval Harry britský bulvární tisk Daily Mirror. Viní jej například z nezákonných odposlechů či nabourání do své e-mailové schránky.

## Manželství s Meghan Markleovou

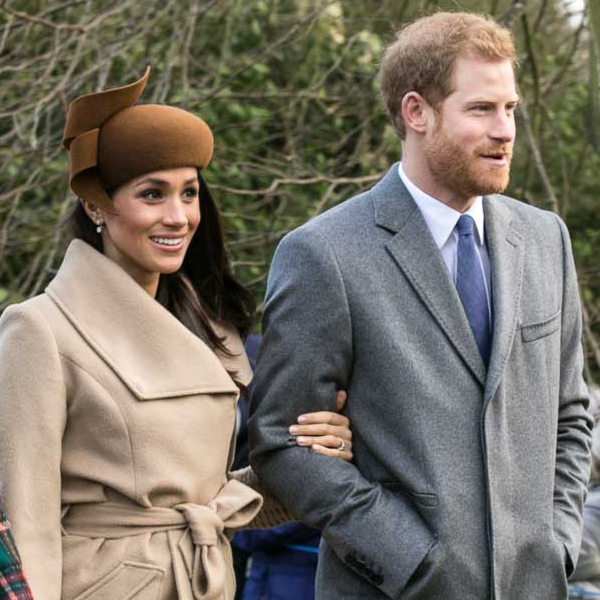
Meghan Markleová a princ Harry při návštěvě vánoční mše na Štědrý den 2017

Charles, princ z Walesu oficiálně oznámil zasnoubení svého syna Harryho s americkou herečkou Meghan Markleovou 27. listopadu 2017. Svatba se pak uskutečnila 19. května 2018 na královském zámku Windsor.
Od svatby žili princ Harry a vévodkyně Meghan v Nottingham Cottage, domě na pozemcích Kensingtonského paláce v Londýně. Manželský pár 15. října 2018 oznámil, že očekává prvního potomka. Syn Archie Harrison se narodil 6. května 2019, což manželé oznámili na instagramovém účtu. Dne 4. června 2021 se narodila dcera Lilibet "Lili" Diana, jejíž narození oznámili po dvou dnech přes webové stránky.
Po svém částečném rozchodu s britskou královskou rodinou v lednu 2020 se princ Harry, jeho manželka Meghan a syn Archie usídlili na Vancouver Island v kanadské provincii Britská Kolumbie. Ostrov si vybrali jako bydliště pro jeho relativně mírné podnebí. Později přesídlili do Spojených států, rodné země vévodkyně Meghan. Rodina žije v malé obci Montecito, která leží východně od města Santa Barbara v Kalifornii. Počátkem března 2021 vzbudil pozornost veřejnosti rozhovor s názvem Meghan a Harry v rozhovoru s Oprah Winfreyovou vysílaný televizní stanicí CBS, který s oběma manželi vedla v blízkosti jejich nového bydliště moderátorka Oprah Winfreyová.

## Předkové
Z otcovy strany je Harry členem rodu Glücksburgů, kadetské pobočky rodu Oldenburgů, jednoho z nejstarších evropských královských rodů. Harryho babička z otcovy strany, královna Alžběta II., vydala dne 8. února 1960 královský patent, ve kterém prohlásila, že jeho otec je členem Windsorské dynastie.
Ze strany otce je spřízněn s většinou královských rodin v Evropě a ze strany jeho matky je spřízněn se Spencerovými.
|                                |                                            |  |                                   |                                        |  |  |  |  |  |  |  | Jiří I. Řecký |
|                                |                                            |  |                                   |                                        |  |  |  |  |  |  |  |               |
|                                | Princ Ondřej Řecký a Dánský                |  |                                   |                                        |  |  |  |  |  |  |  |               |
|                                |                                            |  |                                   |                                        |  |  |  |  |  |  |  |               |
|                                |                                            |  |                                   | Olga Konstantinovna Ruská              |  |  |  |  |  |  |  |               |
|                                |                                            |  |                                   |                                        |  |  |  |  |  |  |  |               |
|                                | Princ Philip, vévoda z Edinburghu          |  |                                   |                                        |  |  |  |  |  |  |  |               |
|                                |                                            |  |                                   |                                        |  |  |  |  |  |  |  |               |
|                                |                                            |  |                                   | Louis Battenberg                       |  |  |  |  |  |  |  |               |
|                                |                                            |  |                                   |                                        |  |  |  |  |  |  |  |               |
|                                | Princezna Alice z Battenbergu              |  |                                   |                                        |  |  |  |  |  |  |  |               |
|                                |                                            |  |                                   |                                        |  |  |  |  |  |  |  |               |
|                                |                                            |  |                                   | Viktorie Hesensko-Darmstadtská         |  |  |  |  |  |  |  |               |
|                                |                                            |  |                                   |                                        |  |  |  |  |  |  |  |               |
|                                | Král Spojeného království, Karel III.      |  |                                   |                                        |  |  |  |  |  |  |  |               |
|                                |                                            |  |                                   |                                        |  |  |  |  |  |  |  |               |
|                                |                                            |  |                                   | Jiří V.                                |  |  |  |  |  |  |  |               |
|                                |                                            |  |                                   |                                        |  |  |  |  |  |  |  |               |
|                                | Král Spojeného království, Jiří VI.        |  |                                   |                                        |  |  |  |  |  |  |  |               |
|                                |                                            |  |                                   |                                        |  |  |  |  |  |  |  |               |
|                                |                                            |  |                                   | Marie z Tecku                          |  |  |  |  |  |  |  |               |
|                                |                                            |  |                                   |                                        |  |  |  |  |  |  |  |               |
|                                | Královna Spojeného království, Alžběta II. |  |                                   |                                        |  |  |  |  |  |  |  |               |
|                                |                                            |  |                                   |                                        |  |  |  |  |  |  |  |               |
|                                |                                            |  |                                   | Claude Bowes-Lyon                      |  |  |  |  |  |  |  |               |
|                                |                                            |  |                                   |                                        |  |  |  |  |  |  |  |               |
|                                | Lady Elizabeth Bowes-Lyon                  |  |                                   |                                        |  |  |  |  |  |  |  |               |
|                                |                                            |  |                                   |                                        |  |  |  |  |  |  |  |               |
|                                |                                            |  |                                   | Cecilia Nina Cavendish-Bentinck        |  |  |  |  |  |  |  |               |
|                                |                                            |  |                                   |                                        |  |  |  |  |  |  |  |               |
| Princ Harry, vévoda ze Sussexu |                                            |  |                                   |                                        |  |  |  |  |  |  |  |               |
|                                |                                            |  |                                   |                                        |  |  |  |  |  |  |  |               |
|                                |                                            |  | Charles Spencer, 6th Earl Spencer |                                        |  |  |  |  |  |  |  |               |
|                                |                                            |  |                                   |                                        |  |  |  |  |  |  |  |               |
|                                | Albert Spencer, 7. hrabě Spencer           |  |                                   |                                        |  |  |  |  |  |  |  |               |
|                                |                                            |  |                                   |                                        |  |  |  |  |  |  |  |               |
|                                |                                            |  |                                   | Margaret Baring                        |  |  |  |  |  |  |  |               |
|                                |                                            |  |                                   |                                        |  |  |  |  |  |  |  |               |
|                                | John Spencer, 8. hrabě Spencer             |  |                                   |                                        |  |  |  |  |  |  |  |               |
|                                |                                            |  |                                   |                                        |  |  |  |  |  |  |  |               |
|                                |                                            |  |                                   | James Hamilton, 3rd Duke of Abercorn   |  |  |  |  |  |  |  |               |
|                                |                                            |  |                                   |                                        |  |  |  |  |  |  |  |               |
|                                | Lady Cyntia Hamilton                       |  |                                   |                                        |  |  |  |  |  |  |  |               |
|                                |                                            |  |                                   |                                        |  |  |  |  |  |  |  |               |
|                                |                                            |  |                                   | Rosalind Hamilton, Duchess of Abercorn |  |  |  |  |  |  |  |               |
|                                |                                            |  |                                   |                                        |  |  |  |  |  |  |  |               |
|                                | Lady Diana Spencer                         |  |                                   |                                        |  |  |  |  |  |  |  |               |
|                                |                                            |  |                                   |                                        |  |  |  |  |  |  |  |               |
|                                |                                            |  |                                   | James Roche, 3rd Baron Fermoy          |  |  |  |  |  |  |  |               |
|                                |                                            |  |                                   |                                        |  |  |  |  |  |  |  |               |
|                                | Maurice Roche, 4. baron Fermoy             |  |                                   |                                        |  |  |  |  |  |  |  |               |
|                                |                                            |  |                                   |                                        |  |  |  |  |  |  |  |               |
|                                |                                            |  |                                   | Frances Ellen Work                     |  |  |  |  |  |  |  |               |
|                                |                                            |  |                                   |                                        |  |  |  |  |  |  |  |               |
|                                | Ctihodná Frances Roche                     |  |                                   |                                        |  |  |  |  |  |  |  |               |
|                                |                                            |  |                                   |                                        |  |  |  |  |  |  |  |               |
|                                |                                            |  |                                   | William Gill                           |  |  |  |  |  |  |  |               |
|                                |                                            |  |                                   |                                        |  |  |  |  |  |  |  |               |
|                                | Ruth Gill                                  |  |                                   |                                        |  |  |  |  |  |  |  |               |
|                                |                                            |  |                                   |                                        |  |  |  |  |  |  |  |               |
|                                |                                            |  |                                   | Ruth Littlejohn                        |  |  |  |  |  |  |  |               |
|                                |                                            |  |                                   |                                        |  |  |  |  |  |  |  |               |